# Championnat de France de rugby à XV 1935-1936
Navigation
1934-1935 1936-1937
Le Championnat de France de rugby à XV 1935-1936 est remporté par le RC Narbonne qui bat l'AS Montferrand en finale.
Le championnat est disputé par 42 clubs regroupés en six poules de sept clubs.

## Contexte
Le Tournoi britannique de rugby à XV 1936 est remporté par le pays de Galles, la France est exclue.

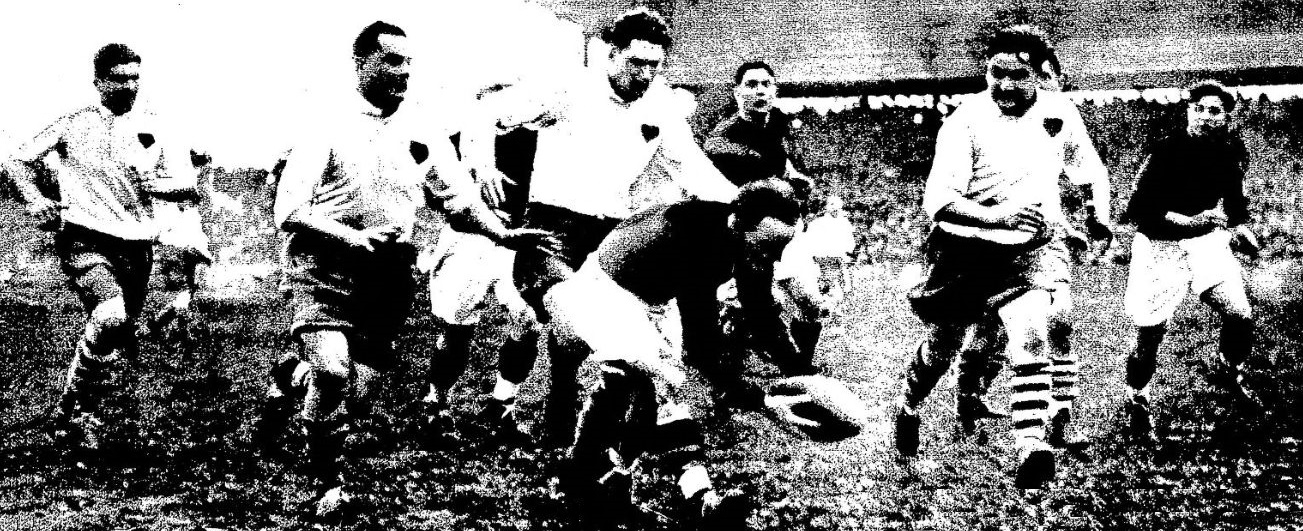
Le demi d'ouverture narbonnais Marcel Raynaud relève un dribbling conduit par les avants montferrandais.

## Phase de qualification
On indique ci-après le classement final des six poules de sept clubs. Les deux premiers de chaque poule sont qualifiés pour les 8e de finale. Les troisièmes ainsi que les deux meilleurs quatrièmes sont qualifiés pour des barrages d'accès aux 8e de finale.
| - AS Montferrand - Biarritz olympique - FC Lézignan - RC Chalon - Stade nantais UC - AS Tarbes - SA Bordeaux   | - USA Perpignan - Stade toulousain - AS bortoise - US Thuir - Lyon OU - FC Auch - CA Périgueux             | - Section paloise - RC Narbonne - CS Vienne - Boucau stade - SU Agen - Stade français - CS Lons |
| - AS Carcassonne - Stade bordelais UC - AS Bayonne - Stadoceste tarbais - CA Bègles - Stade piscénois - US Dax | - Aviron bayonnais - CA Brive - Racing club de France - Stade poitevin - FC Oloron - SC Albi - US La Teste | - RC Toulon - Béziers - US Tyrosse - FC Grenoble - UA Gujan-Mestras - UA Libourne - AS Soustons |
| | |                                                                                                 |

## Phase finale
|  | Huitièmes de finale                         | Huitièmes de finale                         |                 |       | Quarts de finale       | Quarts de finale       |  |  | Demi-finales        | Demi-finales        |  |  | Finale                | Finale                |
|  | Huitièmes de finale                         | Huitièmes de finale                         |                 |       | Quarts de finale       | Quarts de finale       |  |  | Demi-finales        | Demi-finales        |  |  | Finale                | Finale                |
|  |                                             |                                             |                 |       |                        |                        |  |  |                     |                     |  |  |                       |                       |
|  | 22 mars 1936,Agen                           | 22 mars 1936,Agen                           |                 |       | 5 avril 1936, Biarritz | 5 avril 1936, Biarritz |  |  | 19 avril 1936, Lyon | 19 avril 1936, Lyon |  |  | 10 mai 1936, Toulouse | 10 mai 1936, Toulouse |
|  | 22 mars 1936,Agen                           | 22 mars 1936,Agen                           |                 |       | 5 avril 1936, Biarritz | 5 avril 1936, Biarritz |  |  | 19 avril 1936, Lyon | 19 avril 1936, Lyon |  |  | 10 mai 1936, Toulouse | 10 mai 1936, Toulouse |
|  | CA Brive                                    | 11                                          |                 |       | 5 avril 1936, Biarritz | 5 avril 1936, Biarritz |  |  | 19 avril 1936, Lyon | 19 avril 1936, Lyon |  |  | 10 mai 1936, Toulouse | 10 mai 1936, Toulouse |
|  | CA Brive                                    | 11                                          |                 |       | 5 avril 1936, Biarritz | 5 avril 1936, Biarritz |  |  | 19 avril 1936, Lyon | 19 avril 1936, Lyon |  |  | 10 mai 1936, Toulouse | 10 mai 1936, Toulouse |
|  | AS Béziers                                  | 3                                           |                 |       | 5 avril 1936, Biarritz | 5 avril 1936, Biarritz |  |  | 19 avril 1936, Lyon | 19 avril 1936, Lyon |  |  | 10 mai 1936, Toulouse | 10 mai 1936, Toulouse |
|  | AS Béziers                                  | 3                                           | CA Brive        | 0     |                        |                        |  |  | 19 avril 1936, Lyon | 19 avril 1936, Lyon |  |  | 10 mai 1936, Toulouse | 10 mai 1936, Toulouse |
|  | 22 mars 1936,Toulouse                       |                                             | CA Brive        | 0     |                        |                        |  |  | 19 avril 1936, Lyon | 19 avril 1936, Lyon |  |  | 10 mai 1936, Toulouse | 10 mai 1936, Toulouse |
|  |                                             | USA Perpignan                               | 19              |       |                        |                        |  |  | 19 avril 1936, Lyon | 19 avril 1936, Lyon |  |  | 10 mai 1936, Toulouse | 10 mai 1936, Toulouse |
|  | USA Perpignan                               | USA Perpignan                               | 19              | 6     |                        |                        |  |  | 19 avril 1936, Lyon | 19 avril 1936, Lyon |  |  | 10 mai 1936, Toulouse | 10 mai 1936, Toulouse |
|  | USA Perpignan                               | 5 avril 1936, Grenoble                      |                 | 6     |                        |                        |  |  | 19 avril 1936, Lyon | 19 avril 1936, Lyon |  |  | 10 mai 1936, Toulouse | 10 mai 1936, Toulouse |
|  | AS Bayonne                                  | 0                                           |                 |       |                        |                        |  |  | 19 avril 1936, Lyon | 19 avril 1936, Lyon |  |  | 10 mai 1936, Toulouse | 10 mai 1936, Toulouse |
|  | AS Bayonne                                  | 0                                           | USA Perpignan   | 0     |                        |                        |  |  |                     |                     |  |  | 10 mai 1936, Toulouse | 10 mai 1936, Toulouse |
|  | 15 mars 1936,Carcassonne                    |                                             | USA Perpignan   | 0     |                        |                        |  |  |                     |                     |  |  | 10 mai 1936, Toulouse | 10 mai 1936, Toulouse |
|  |                                             | RC Narbonne                                 | 3               |       |                        |                        |  |  |                     |                     |  |  | 10 mai 1936, Toulouse | 10 mai 1936, Toulouse |
|  | RC Toulon                                   | RC Narbonne                                 | 3               | 3     |                        |                        |  |  |                     |                     |  |  | 10 mai 1936, Toulouse | 10 mai 1936, Toulouse |
|  | RC Toulon                                   | 19 avril 1936, Paris                        |                 | 3     |                        |                        |  |  |                     |                     |  |  | 10 mai 1936, Toulouse | 10 mai 1936, Toulouse |
|  | Stade toulousain                            | 0                                           |                 |       |                        |                        |  |  |                     |                     |  |  | 10 mai 1936, Toulouse | 10 mai 1936, Toulouse |
|  | Stade toulousain                            | 0                                           | RC Toulon       | 6     |                        |                        |  |  |                     |                     |  |  | 10 mai 1936, Toulouse | 10 mai 1936, Toulouse |
|  | 22 mars 1936,Tarbes,(15 mars 1936,Toulouse) |                                             | RC Toulon       | 6     |                        |                        |  |  |                     |                     |  |  | 10 mai 1936, Toulouse | 10 mai 1936, Toulouse |
|  |                                             | RC Narbonne                                 | 10              |       |                        |                        |  |  |                     |                     |  |  | 10 mai 1936, Toulouse | 10 mai 1936, Toulouse |
|  | RC Narbonne                                 | RC Narbonne                                 | 10              | 6 (8) |                        |                        |  |  |                     |                     |  |  | 10 mai 1936, Toulouse | 10 mai 1936, Toulouse |
|  | RC Narbonne                                 | 5 avril 1936, Toulouse                      |                 | 6 (8) |                        |                        |  |  |                     |                     |  |  | 10 mai 1936, Toulouse | 10 mai 1936, Toulouse |
|  | Biarritz olympique                          | 5 (8)                                       |                 |       |                        |                        |  |  |                     |                     |  |  | 10 mai 1936, Toulouse | 10 mai 1936, Toulouse |
|  | Biarritz olympique                          | 5 (8)                                       | RC Narbonne     | 6     |                        |                        |  |  |                     |                     |  |  |                       |                       |
|  | 15 mars 1936, Nantes                        |                                             | RC Narbonne     | 6     |                        |                        |  |  |                     |                     |  |  |                       |                       |
|  |                                             | AS Montferrand                              | 3               |       |                        |                        |  |  |                     |                     |  |  |                       |                       |
|  | Stade bordelais                             | AS Montferrand                              | 3               | 8     |                        |                        |  |  |                     |                     |  |  |                       |                       |
|  | Stade bordelais                             |                                             |                 | 8     |                        |                        |  |  |                     |                     |  |  |                       |                       |
|  | AS Montferrand                              | 26                                          |                 |       |                        |                        |  |  |                     |                     |  |  |                       |                       |
|  | AS Montferrand                              | 26                                          | AS Montferrand  | 22    |                        |                        |  |  |                     |                     |  |  |                       |                       |
|  | 22 mars 1936, Brive                         |                                             | AS Montferrand  | 22    |                        |                        |  |  |                     |                     |  |  |                       |                       |
|  |                                             | AS Carcassonne                              | 18              |       |                        |                        |  |  |                     |                     |  |  |                       |                       |
|  | AS Carcassonne                              | AS Carcassonne                              | 18              | 13    |                        |                        |  |  |                     |                     |  |  |                       |                       |
|  | AS Carcassonne                              | 12 avril 1936,Toulouse,(5 avril 1936,Paris) |                 | 13    |                        |                        |  |  |                     |                     |  |  |                       |                       |
|  | Racing CF                                   | 3                                           |                 |       |                        |                        |  |  |                     |                     |  |  |                       |                       |
|  | Racing CF                                   | 3                                           | AS Montferrand  | 10    |                        |                        |  |  |                     |                     |  |  |                       |                       |
|  | 22 mars 1936, Biarritz                      |                                             | AS Montferrand  | 10    |                        |                        |  |  |                     |                     |  |  |                       |                       |
|  |                                             | Aviron bayonnais                            | 3               |       |                        |                        |  |  |                     |                     |  |  |                       |                       |
|  | Section paloise                             | Aviron bayonnais                            | 3               | 3     |                        |                        |  |  |                     |                     |  |  |                       |                       |
|  | Section paloise                             |                                             |                 | 3     |                        |                        |  |  |                     |                     |  |  |                       |                       |
|  | Stadoceste tarbais                          | 0                                           |                 |       |                        |                        |  |  |                     |                     |  |  |                       |                       |
|  | Stadoceste tarbais                          | 0                                           | Section paloise | 6 (3) |                        |                        |  |  |                     |                     |  |  |                       |                       |
|  | 15 mars 1936, Béziers                       |                                             | Section paloise | 6 (3) |                        |                        |  |  |                     |                     |  |  |                       |                       |
|  |                                             | Aviron bayonnais                            | 8 (3)           |       |                        |                        |  |  |                     |                     |  |  |                       |                       |
|  | CS Vienne                                   | Aviron bayonnais                            | 8 (3)           | 3     |                        |                        |  |  |                     |                     |  |  |                       |                       |
|  | CS Vienne                                   |                                             |                 | 3     |                        |                        |  |  |                     |                     |  |  |                       |                       |
|  | Aviron bayonnais                            | 10                                          |                 |       |                        |                        |  |  |                     |                     |  |  |                       |                       |
|  | Aviron bayonnais                            | 10                                          |                 |       |                        |                        |  |  |                     |                     |  |  |                       |                       |

### Barrages de qualification pour les huitièmes de finale
| 8 mars 1936 | AS Bayonne | 13 - 0 | FC Lézignan | Tarbes |
| 8 mars 1936 |            |        |             | Tarbes |
| 8 mars 1936 |            |        |             | Tarbes |

| 15 mars 1936 | Racing CF | 12 - 5 | FC Grenoble | Dijon |
| 15 mars 1936 |           |        |             | Dijon |
| 15 mars 1936 |           |        |             | Dijon |

| 15 mars 1936 | Stadoceste tarbais | 10 - 3 | US Tyrosse | Pau |
| 15 mars 1936 |                    |        |            | Pau |
| 15 mars 1936 |                    |        |            | Pau |

| 8 mars 1936 | CS Vienne | 5 - 0 | AS bortoise | Clermont-Ferrand |
| 8 mars 1936 |           |       |             | Clermont-Ferrand |
| 8 mars 1936 |           |       |             | Clermont-Ferrand |

### Huitième de finale
| 22 mars 1936 | CA Brive | 11 - 3 | AS Béziers | Agen |
| 22 mars 1936 |          |        |            | Agen |
| 22 mars 1936 |          |        |            | Agen |

| 22 mars 1936 | USA Perpignan | 6 - 0 | AS Bayonne | Stade des Ponts Jumeaux, Toulouse |
| 22 mars 1936 |               |       |            | Stade des Ponts Jumeaux, Toulouse |
| 22 mars 1936 |               |       |            | Stade des Ponts Jumeaux, Toulouse |

| 15 mars 1936 | RC Toulon | 3 - 0 | Stade toulousain | Carcassonne |
| 15 mars 1936 |           |       |                  | Carcassonne |
| 15 mars 1936 |           |       |                  | Carcassonne |

| 15 mars 1936 | RC Narbonne | 8 - 8 | Biarritz olympique | Stade des Ponts Jumeaux, Toulouse |
| 15 mars 1936 |             |       |                    | Stade des Ponts Jumeaux, Toulouse |
| 15 mars 1936 |             |       |                    | Stade des Ponts Jumeaux, Toulouse |

| 15 mars 1936 | Stade bordelais                                         | 8 - 26 (8 - 3) | AS Montferrand                                                                                        | Nantes |
| 15 mars 1936 | Essai(s) : 2 Rapin, Chaneau Transformation(s) : 1 Rapin | Rapport        | Essai(s) : 6 Plumasson, Jeanniard, Dupouy, Punsola, Cognet, Rochon Transformation(s) : 4 Marmayou (4) | Nantes |
| 15 mars 1936 |                                                         | Rapport        | | Nantes |

| 22 mars 1936 | AS Carcassonne | 13 - 3 | Racing CF | Brive |
| 22 mars 1936 |                |        |           | Brive |
| 22 mars 1936 |                |        |           | Brive |

| 22 mars 1936 | Section paloise | 3 - 0 | Stadoceste tarbais | Parc des sports d'Aguiléra, Biarritz |
| 22 mars 1936 |                 |       |                    | Parc des sports d'Aguiléra, Biarritz |
| 22 mars 1936 |                 |       |                    | Parc des sports d'Aguiléra, Biarritz |

| 15 mars 1936 | CS Vienne | 3 - 10 | Aviron bayonnais | Béziers |
| 15 mars 1936 |           |        |                  | Béziers |
| 15 mars 1936 |           |        |                  | Béziers |

#### Match d'appui
| 22 mars 1936 | RC Narbonne | 6 - 5 | Biarritz olympique | Tarbes |
| 22 mars 1936 |             |       |                    | Tarbes |
| 22 mars 1936 |             |       |                    | Tarbes |

### Quarts de finale
| 5 avril 1936 | CA Brive | 0 - 19 | USA Perpignan | Parc des sports d'Aguiléra, Biarritz |
| 5 avril 1936 |          |        |               | Parc des sports d'Aguiléra, Biarritz |
| 5 avril 1936 |          |        |               | Parc des sports d'Aguiléra, Biarritz |

| 5 avril 1936 | RC Toulon | 6 - 10 | RC Narbonne | Stade Lesdiguières, Grenoble |
| 5 avril 1936 |           |        |             | Stade Lesdiguières, Grenoble |
| 5 avril 1936 |           |        |             | Stade Lesdiguières, Grenoble |

| 5 avril 1936 | AS Montferrand                                                                                                 | 22 - 18 (16 - 9) | AS Carcassonne                                                                                          | Stade des Ponts Jumeaux, Toulouse |
| 5 avril 1936 | Essai(s) : 4 Chassagne, Plumasson, Marmayou, Julien Transformation(s) : 1 Marmayou Drop(s) : 2 Savy, Chassagne | Rapport          | Essai(s) : 3 Fau, F. Raynaud, Depaule Transformation(s) : 1 Bès Pénalité(s) : 1 Bès Drop(s) : 1 Dardier | Stade des Ponts Jumeaux, Toulouse |
| 5 avril 1936 | | Rapport          | | Stade des Ponts Jumeaux, Toulouse |

| 5 avril 1936 | Section paloise | 3 - 3 | Aviron bayonnais | Parc des Princes, Paris |
| 5 avril 1936 |                 |       |                  | Parc des Princes, Paris |
| 5 avril 1936 |                 |       |                  | Parc des Princes, Paris |

#### Match d'appui
| 12 avril 1936 | Section paloise | 6 - 8 | Aviron bayonnais | Stade des Ponts Jumeaux, Toulouse |
| 12 avril 1936 |                 |       |                  | Stade des Ponts Jumeaux, Toulouse |
| 12 avril 1936 |                 |       |                  | Stade des Ponts Jumeaux, Toulouse |

### Demi-finales
| 19 avril 1936 | USA Perpignan | 0 - 3 | RC Narbonne | Stade de Gerland, Lyon |
| 19 avril 1936 |               |       |             | Stade de Gerland, Lyon |
| 19 avril 1936 |               |       |             | Stade de Gerland, Lyon |

| 19 avril 1936 | AS Montferrand                                              | 10 - 3 (10 - 0) | Aviron bayonnais     | Parc des Princes, Paris |
| 19 avril 1936 | Essai(s) : 2 Chassagne (2) Transformation(s) : 2 Thiers (2) | Rapport         | Essai(s) : 1 Vigneau | Parc des Princes, Paris |
| 19 avril 1936 |                                                             | Rapport         |                      | Parc des Princes, Paris |

### Finale

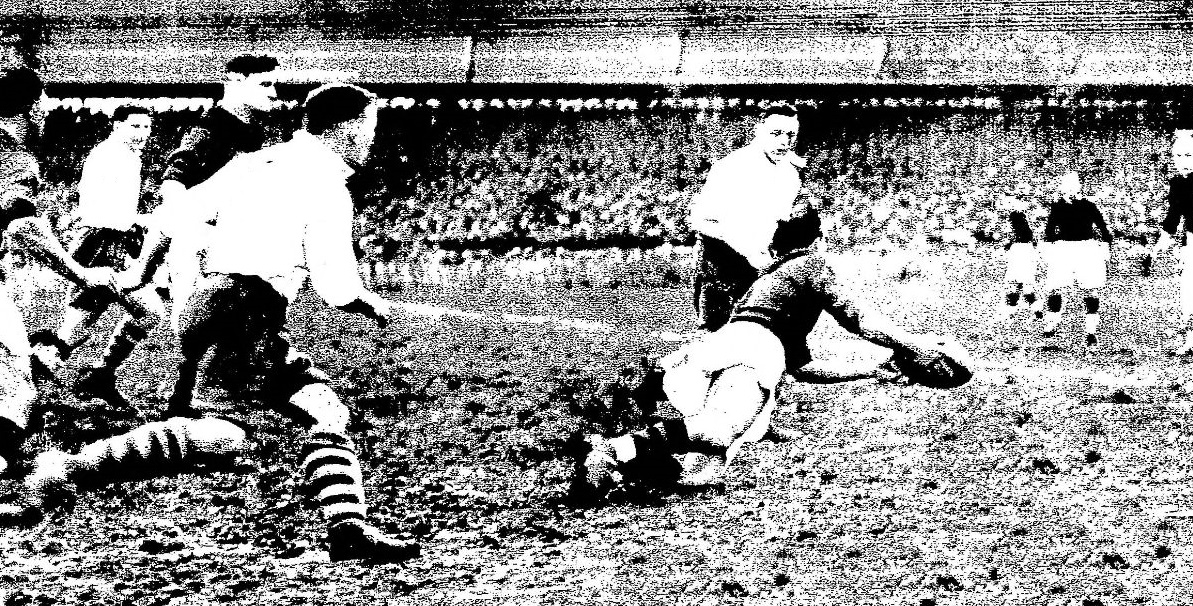
Le demi de mêlée narbonnais Lombard transmet à ses équipiers Emile Clottes et Marcel Raynaud.

(mt : 0 - 3)
Points marqués :

RC Narbonne :
- 2 essais de Vals (60e) et Ponsaillé (69e)

AS Montferrand :
- 1 pénalité de Thiers (5e)

Évolution du score : 0-3, 3-3, 6-3
| RC Narbonne Titulaires · Pierre Bouichou 15 · Edouard Chavanon 14 · 69e Raymond Ponsaillé 13 · Emile Clottes 12 · 60e Francis Vals 11 · Marcel Raynaud 10 · François Lombard 9 · Alexandre Iché 8 · Albert Sangayrac 7 · Eugène Boyer 6 · Joseph Arbona 5 · Marcellin Amiel 4 · Fernand Toujas 3 · Roger Bricchi 2 · Pierre Escaffre 1 · Entraîneur · Eugène Ribère |  | AS Montferrand Titulaires 15 André Vesvre 14 Lucien Plumasson 13 Louis Courtadon 12 Maurice Savy 11 Marius Bellot 10 Jean Chassagne 9 Pierre Thiers 8 François Punsola 7 Lucien Cognet 6 André Rochon 5 Jean-Baptiste Julien 4 Étienne Dupouy 3 Elie Corporon 2 Roger Paul 1 Raoul Fradet Entraîneur André Francquenelle |